# André de Raaff (1911-1990)
Adrianus Cornelis (André) de Raaff (Princenhage, 27 juli 1911 – Hilversum, 7 mei 1990) was een Nederlands pianist en arrangeur.
Hij was de zoon van metselaar Johannes de Raaff en Anna van Gils. Zelf was hij sinds 1938 getrouwd met Cornelia Adriana Maria (Troel/Corry) Moll. Zijn zoon André de Raaff (1953) was onder andere voorzitter van de Nederlandse Muziekuitgevers Vereniging.
Hij kreeg zijn opleiding tot pianist van Kees Heerkens aan het conservatorium van Tilburg en van Jo Goudsmit aan het Muzieklyceum Amsterdam. Al tijdens zijn opleiding trad hij op podia op, voornamelijk in de lichte muziek. In 1936 maakte hij een tournee van zes maanden door de Sovjet-Unie; hij vergezelde het orkest Fabian. Terug in Nederland maakte hij kennis met pianist Jacques Schutte, met wie hij een pianoduo binnen de amusementsmuziek vormde. Van 1936 tot 1966 traden ze samen op, niet alleen op piano maar ook op orgel. Volgens Wim Ibo vormden ze voornamelijk een eenheid. Het duo schreef populaire liedjes waarvan Ik sta op wacht (geschreven met Stan Haag) met zang van Joop de Knegt en Kerstmis in de Jordaan met zang van Johnny Jordaan het bekendst werden. Ze waren ook actief in de klassieke muziek, waarbij ze de naam "Beers en Van Lanschot" gebruikten. De Raaff was ook leider van het Brabantse orkest De Speeldoos (1955-1956). Op muzikaal vlak was hij in die tijd begeleider van Wim Sonneveld en Jan de Cler, niet zelden op de accordeon. De Raaff werkte ook jarenlang voor de Nederlandse Radio Unie, vanaf 1941 ontwikkelde hij zich van pianist tot arrangeur en muziekregisseur bij die (en volgende) omroep(en). Hij ging daartoe in 1942 wonen in Hilversum. In 1975 beëindigde hij daar, vanwege gezondheidsklachten, zijn werkzaamheden. In 1977 pakte de omroep groots uit voor jubilea. Ze vierden dat Van Raaff toen 65 jaar was, 35 jaar in dienst was bij de omroep en 50 jaar beroepsartiest was.